# بيل لودفيغ
بيل لودفيغ (بالإنجليزية: Bill Ludwig)‏ هو لاعب كرة قاعدة أمريكي، ولد في 27 مايو 1882 في لويفيل في الولايات المتحدة، وتوفي بنفس المكان في 5 سبتمبر 1947.

## وصلات خارجية
- بيل لودفيغ على موقعبيزبول رفرنس.كوم (الدوري الرئيسي) (الإنجليزية)
- بيل لودفيغ على موقعبيزبول رفرنس.كوم (الدوري الثانوي) (الإنجليزية)